# Diplomatický sbor

Samolepka CD

K diplomatickému sboru, francouzsky corps diplomatique (zkratka CD, používaná vedle SPZ na autech diplomatů), patří v té které zemi akreditovaný diplomatický personál. Mluvčím diplomatického sboru je tzv. doyen.
Počítají se sem zejména akreditované hlavy všech zastupitelských misí cizích států (velvyslanci, vyslanci a nunciové) a další, do toho kterého státu vyslaný diplomatický personál, který jako takový je popsán ve Vídeňské úmluvě o diplomatických stycích z roku 1961.
Toto je ovšem pouze často používaným pravidlem, ke kterému existuje řada výjimek. V mnoha (především rozvojových) zemích je tento status udělován vysokým zástupcům OSN, Evropské unie, Červeného kříže apod.

## Vzhled značky
Doplňková registrační značka (viz obrázek) je tvořena elipsovitým tvarem o rozměrech minimálně 175 mm šířky a 115 mm výšky. V této tabulce jsou vepsány znaky tvořící písmena „CD“ (Corps diplomatique). Výška znaků je nejméně 80 mm a šířka čar znaků je nejméně 10 mm.